# PC21 Nord-Radweg
De PC21 Nord-Radweg (Noordfietsroute of PC21 du Nord) is een lange afstandsfietsroute (Piste Cycable) in het Luxemburgse nationale fietsroutenetwerk in Luxemburg. De route volgt de loop van de Clerve vanaf de monding in de Wiltz stroomopwaarts. Het traject is bewegwijzerd in twee richtingen. Er zijn plannen om de route door te trekken vanaf eindpunt Wilwerwiltz door het dal van de Clerve naar Clervaux en Troisvierges. Vanuit Troisvierges kan dan worden aangesloten op de Vennbahn en de RV8b La Transwallonne Est. 

## Traject
De route volgt de loop van de Clerve vanaf de monding in de Wiltz en start in Kautenbach. Hier kan worden aangesloten op de PC20 Wiltz-Radweg. In Lellingen kan worden aangesloten op de PC22 Ardennes-Radweg. 

## Aansluitingen met andere routes
- In Kautenbach kan worden aangesloten op de PC20 Wiltz-Radweg.
- In Lellingen kan worden aangesloten op de PC22 Ardennes-Radweg.